# Solid Snake
Solid Snake je glavni lik serijala igara Metal Gear Solid, i jedan od likova u nadolazećem naslovu za konzolu Nintendo Wii po imenu Super Smash Bros. Brawl. 
U Japanskoj verziji igre glas mu posuđuje Akio Otsuka, a u Engleskoj mu glas posuđuje David Hayter. 
Solid Snake inferiorni je klon Big Bossa s dominantnim genima; on je nusprodukt projekta Les Enfants Terribles.
Hideo Kojima je Solid Snakea radio prema mnogo drugih fikcijskih osoba, a među njima je i Snake Plissken iz filma Bijeg iz New Yorka.